# Corynascidia hartmeyeri
Corynascidia hartmeyeri är en sjöpungsart som beskrevs av Monniot 1994. Corynascidia hartmeyeri ingår i släktet Corynascidia och familjen högermagade sjöpungar.
Artens utbredningsområde är Södra Ishavet. Inga underarter finns listade i Catalogue of Life.